# Мурино
Му́рино — город (с 2019 года) в Ленинградской области России. Административный центр Муринского городского поселения Всеволожского муниципального района. Самый густонаселённый город Ленинградской области.

## Этимология
По одной из версий, название города происходит от финского Muurola — «поселение каменщиков».
По другой, это неточная шведская передача финского Muurola (в Финляндии есть несколько мест с такими названиями), где Muuri — «камень для строительства», а -la — суффикс со значением «место», то есть «место, где камень».
Также существует версия, что в XVIII веке здесь обосновались переселенцы из Муромского уезда Владимирской губернии, что и дало название населённому пункту.
Ещё одна версия выводит название города от финского muura — «барсук».

## История
Поселения на месте современного города Мурино существовали, предположительно, уже в IX—XII веках нашей эры и принадлежали финно-угорским племенам. Эти земли долго являлись спорной территорией в русско-шведских конфликтах. Окончательно они были закреплены за Россией в 1721 году после заключения Ништадского мира.
О существовании села Мурино известно со второй половины XVII века. Первое картографическое упоминание о селении Мурино — в 1676 году на «Карте Ингерманландии: Ивангорода, Яма, Копорья, Нотеборга».
В книге Н. Я. Серебряковой и О. В. Баранова «Мурино и его окрестности» приведён такой факт:

В 1838 г. в Мурине был найден клад крестьяниным Ефимом Петровым. При снятии сарая он обнаружил берестяной ящичек со старинными монетами. Они были отвезены в педагогический институт и освидетельствованы профессором Устряловым. Из 178 монет 33 относились к первым годам царствования Ивана Грозного, когда он был великим князем, 24 — когда он получил царский титул, 32 — царствования Федора Иоанновича, 34 — времен Бориса Годунова, 20 — к эпохе Лжедмитрия, 24 — ко времени В. И. Шуйского. Все монеты XVI—XVII вв. Это даёт основание полагать, что поселение, возможно, существовало уже с XVI—XVII вв.
— «Мурино и его окрестности»
В 1712 году Пётр I пожаловал вице-канцлеру барону П. П. Шафирову 1325 десятин земли, в том числе и деревню Мурино. Через пять лет часть Мурина по приговору губернской канцелярии была отдана генерал-лейтенанту Роману Брюсу, а в 1742 году была отписана в пользу императрицы Елизаветы Петровны. Сам же П. П. Шафиров в 1723 году попал в опалу, и Мурино сначала стало «государевыми землями», а затем перешло в собственность генерал-майора И. Д. Дмитриева-Мамонова. В 1749 году его дочь — баронесса Настасья Ивановна Поспелова, продала имение за 1000 рублей Р. И. Воронцову, и вплоть до 1917 года семья Воронцовых владела деревней Мурино.
В 1755 году Р. И. Воронцов построил на этих землях водочный завод, действовавший до 1825 года. Следующими владельцами Мурина были сыновья Романа Илларионовича — Александр и Семён.
Новый хозяин, граф А. Р. Воронцов, сделал Мурино своей летней резиденцией. Были вырыты пруды и каналы, разбиты фруктовые сады, построены теплицы и оранжереи, в которых выращивались абрикосы, персики и лимоны. В 1786—1790 годах по проекту Н. А. Львова в Мурине строится храм, освящённый во имя Святой Великомученицы Екатерины.
И. Г. Георги так описывает Муринское имение:
В Мурине, российской деревне, находящейся на правом берегу реки Охты в 2 верстах от Охтинских пороховых заводов, есть знатные господские жилые строения, прекраснейший сад с валами и пр., наипрекраснейшая церковь, также завод для двоения водки. На берегу реки Охты есть в нарочно открытом греческом храме сильно бьющий ключ, коего вода по чистоте бристольской воде совершенно сходствует.Из книги «Описание российско-императорского столичного города Санкт-Петербурга и достопримечательностей в окрестностях оного, с планом 1794—1796»
После отставки Александра Воронцова в 1794 году имение начинает приходить в упадок, усадьба и земли сдаются в аренду. В Мурине появляются первые дачники, построены домa для прусского консула И. И. Масса и английского купца Рональда. В 1797 году А. Р. Воронцов по завещанию отказывает все свои имения в пользу брата Семена Романовича.
В XIX веке Мурино стало местом летнего отдыха. В 1804 году английский купец Томас Сиверс построил в Мурине дом, и вскоре здесь образовался целый Английский проспект, было обустроено поле для гольфа.

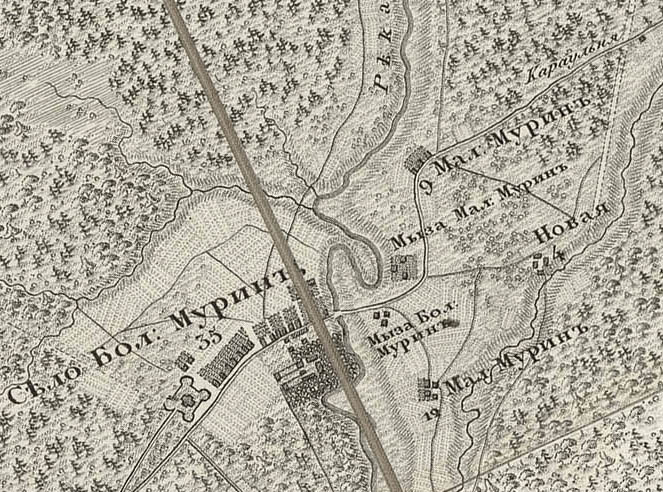
Село Мурино на карте 1817 года

Согласно «Топографической карте окружности Санкт-Петербурга» выпуска 1817 года на месте современного Мурина находился ряд смежных населённых пунктов: село Большой Мурин, состоящее из 35 дворов, две деревни с названием Малый Мурин из 19 и 9 дворов и две мызы — Большой Мурин и Малый Мурин.
В 1824 году все крестьяне деревень Вытегорского уезда, принадлежащих графу Воронцову, за многолетнюю неуплату оброка были переселены в Мурино.

МУРИНО — село большое, принадлежит Воронцову, графу генералу от инфантерии, жителей по ревизии 148 м. п., 166 ж. п.;
 При оном: а) Церковь каменная во имя Св. Великомученицы Екатерины. б) Кирпичный завод в) Деревни: 
1. Гражданка 43 м. п., 47 ж. п.;
 2. Ручьи 148 м. п., 152 ж. п.; 
3. Новая 48 м. п., 39 ж. п.;
 4. Рыбацкая 54 м. п., 54 ж. п.;
 5. Сторожная 36 м. п., 36 ж. п.;
 6. Лаврики 19 м. п., 24 ж. п.; (1838 год)

В 1834 году граф М. С. Воронцов, заботясь о сохранении фамильных имений, учредил в своих имениях майорат, в состав которого, кроме Мурина, вошли также деревни Ручьи, Новая, Рыбачья, Гражданка (Горожанка), Сторожки и Лаврики. Как отмечала Н. Я. Серебрякова, «благодаря майорату, учрежденному М. С. Воронцовым, имение Мурино вместе с окрестными деревнями вплоть до 1917 г. принадлежало только Воронцовым и Воронцовым-Дашковым».
В 1843 году по инициативе Воронцова село стало местом своеобразного эксперимента по отмене крепостной зависимости, одобренное указом императора Николая I о пересмотре налогообложения принадлежащих Воронцову крестьян деревни Мурино. С экономической точки зрения договор не был выгоден: налоги остались прежними, а земельные наделы сокращались более чем в три раза (c 4,5 до 1,4 десятин на человека). Кроме того, крестьяне теряли помощь хозяина в случае пожара или неурожая. Крестьянам впредь позволялось жениться и выходить замуж без разрешения хозяина, а также владеть движимым и недвижимым имуществом. Их нельзя было принудительно переводить в дворовые (крепостные). Они получали право при определённых условиях переходить с одного надела на другой и даже менять сословие. Тем не менее, крестьяне подписали договор. Это объяснялось тем, что близость Санкт-Петербурга давала им широкие возможности для других промыслов (например, извоза): земля уже не имела для муринских крестьян первостепенной ценности. Вопрос личной свободы был для них первоочередным.
В 1844 году село Мурино насчитывало 40 дворов.
На этнографической карте Санкт-Петербургской губернии П. И. Кёппена 1849 года оно обозначено как село «Muurina», расположенное в ареале расселения савакотов. В пояснительном тексте к этнографической карте указано количество его жителей на 1848 год: савакотов — 23 м. п., 32 ж. п., всего 55 человек.

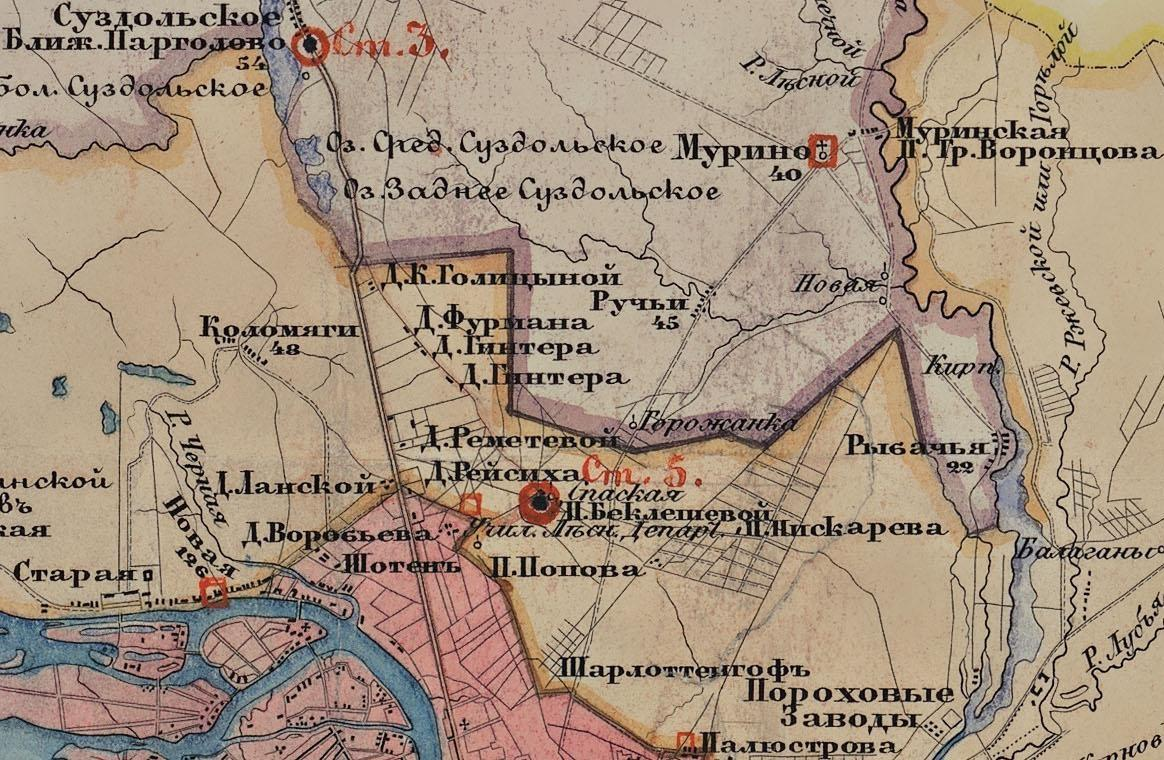
Село Мурино и другие деревни «майората Воронцова» на карте 1854 года

МУРИНО — село гр. Левашевой, по Муринской просёлочной дороге, 57 дворов, 173 души м. п. (1856 год)

Согласно «Топографической карте частей Санкт-Петербургской и Выборгской губерний» в 1860 году село Мурино насчитывало 45 дворов. Там же располагался мыза Муринская Графа Воронцова и «Запасный Магазин». Летом жители Мурина сдавали некоторые домики отдыхающим.

МУРИНО — село князя Воронцова. Число душ крепостных людей мужского пола: крестьян — 175, дворовых — нет. Число дворов или отдельных усадеб: 59. Число тягол: не определено. Все крестьяне села Мурина и деревень уволены в обязанные. Положено сбирать 940 четв. ржи, а взимается по 4 р. 50 к. за четверть, всего 4230 р. с. в год, что составит на душу 7 р. 95 к. с. (1860 год)

В 1861 году в селе открылась церковно-приходская школа на 50 учеников.

МУРИНО — село владельческое, при реке Охте; 67 дворов, жителей 175 м. п., 195 ж. п.; Церковь православная. (1862 год)

В 1881 году была освящена каменная часовня в память о мученической кончине Александра II, за что император Александр III приказал «сердечно благодарить крестьян Муринской волости».

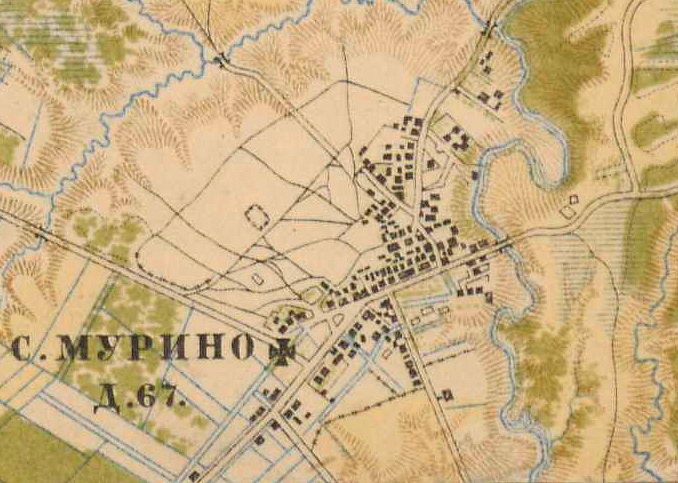
План села Мурино. 1885 год

В 1885 году, согласно карте окрестностей Петербурга, село Мурино насчитывало 67 дворов. Сборник же Центрального статистического комитета описывал село так:

МУРИНО — село бывшее владельческое при реке Охте, дворов — 84, жителей — 210; волостное правление (до уездного города 17 вёрст), церковь православная, школа, 5 лавок, трактир. (1885 год).

Согласно материалам по статистике народного хозяйства Санкт-Петербургского уезда 1891 года имение при селе Мурино площадью 1862 десятины принадлежало князю П. А. Воронцову и графу Шувалову, имение было приобретено до 1868 года. Хозяева сдавали в аренду трактир, лавку, дачу и охотничьи угодья.
В последующие 10 лет население деревни, села и посёлка Мурино значительно выросло:

МУРИНО — деревня, на земле Муринского сельского общества при р. Охте 67 дворов, 175 м. п., 195 ж. п., всего 370 чел. православная церковь.

ПОСЁЛОК при селе МУРИНЕ — на земле графа Шувалова, при Муринской шоссейной дороге 12 дворов, 43 м. п., 37 ж. п., всего 80 чел., смежно с селом Муриным; мелочная лавка, постоялый двор без крепких напитков. (1896 год)

Согласно данным первой переписи населения Российской империи:

МУРИНО — село, православных — 651, мужчин — 363, женщин — 341, обоего пола — 704. (1897 год)

В конце XIX века Мурино было волостным центром 3-го стана Санкт-Петербургского уезда Санкт-Петербургской губернии, в начале XX века — 2-го стана.

МУРИНО — село Муринского сельского общества, число домохозяев — 114, наличных душ — 552; Количество надельной земли — 564 дес. 1136 саж. (1905 год)

В 1905 году светлейший князь Михаил Андреевич Воронцов — граф Шувалов, владел в Муринской волости 6254 десятинами земли.
В 1908 году в селе проживали 611 человек. Всего же в 8 населённых пунктах Муринской волости проживали 1667 человек из них 305 детей школьного возраста (от 8 до 11 лет).
В 1909 году в селе было 137 дворов.
В 1914 году в Мурине действовала земская школа (Муринское училище за Лесным Корпусом), учителями в которой были Анатолий Александрович Белов и Анна Михайловна Евстафьева.
По данным губернской переписи 1920 года национальный состав населения Муринской волости Петроградского уезда выглядел следующим образом:
- русские — 2144 (93,02 %)
- финны — 147 (6,4 %)
- эстонцы — 14 (0,6 %)

Муринская волость существовала с марта 1917 по декабрь 1922 года, когда в связи с ликвидацией её территория вошла в состав Токсовской волости.

МУРИНО — село Муринского сельсовета Токсовской волости Ленинградского уезда, 245 хозяйств, 968 душ.

Из них: русских — 233 хозяйства, 920 душ; финнов-ингерманландцев — 1 хозяйство, 7 душ; немцев — 6 хозяйств, 26 душ; эстов — 1 хозяйство, 7 душ; латышей — 2 хозяйства, 5 душ; литовцев — 1 хозяйство, 2 души; евреев — 1 хозяйство, 1 душа. (1926 год)

В состав Муринского сельсовета по данным переписи населения 1926 года входили: село Мурино; посёлок Бугры; деревни Девяткино Новое, Девяткино Старое, Лаврики Большие, Лаврики Малые, Мартыкайзи, Новая Деревня, а также казарма Девяткино и будки на 12-й, 13-й и 15-й версте по Рассульской линии ж. д. Сельсовет находился в составе Токсовской волости Ленинградского уезда.
С 1927 по 1930 год в составе Парголовского района. С 1930 по 1936 год в составе Ленинградского Пригородного района.
В 1930 году в Мурине работали: предприятие «Муринские камни», по переработке гравия и финский колхоз «Новая Mуртая», объединяющий 46 семейств (200 человек).
По данным 1933 года село Мурино было административным центром Муринского сельсовета, в который, кроме него самого, входили деревни: Большие Лаврики, Малые Лаврики, Новая, Бугры, Мартикяйти, Старое Девяткино, Новое Девяткино, Ручьи, Рыбацкая, Гражданка Русская и Лавровые Места, общее население которого составляло 3842 человека.
По административным данным 1936 года село Мурино являлось центром Муринского сельсовета Ленинградского Пригородного района. В сельсовете было десять населённых пунктов, 503 хозяйства и семь колхозов.
С 1936 по 1954 год вновь в составе Парголовского района.
В 1938 году был закрыт и отдан под складские помещения храм святой Екатерины; архив, иконы и церковная утварь пропали.

МУРИНО — село Муринского сельсовета Парголовского района, 2107 чел. (1939 год)

План села Мурино. 1939 год

Согласно топографической карте РККА 1939 года село Мурино насчитывало 242 двора. В 1940 году село также насчитывало 242 двора.
В годы Великой Отечественной войны на территории Мурина не велось боёв, но был развёрнут эвакуационный госпиталь № 991. Неподалёку располагался военный аэродром, откуда совершались боевые вылеты. Сейчас на этом месте расположен мемориал «Авиаторам Балтики».
В 1950 году население села составляло 1460 человек. В 1958 году — 2774 человека.
С 1954 года в составе Всеволожского района.
По данным 1966 и 1973 годов село Мурино являлось административным центром Муринского сельсовета.
По данным 1990 года в Мурине проживали 3323 человека. Село являлось административным центром Муринского сельсовета в который входили десять населённых пунктов: деревни Капитолово, Корабсельки, Лаврики, Мистолово, Новое Девяткино, Савочкино, Сярьги, Энколово; посёлок Бугры и само село Мурино, общей численностью населения 11 216 человек.
3 сентября 1996 года постановлением правительства Ленинградской области № 368/1 для Мурина вид поселения был изменён с села на посёлок с сохранением сельского статуса.
В 2002 году в посёлке проживали 5002 человека (русские — 77 %).
26 апреля 2019 года в соответствии с областным законом № 17-оз от 15 апреля 2019 года посёлок Мурино получил статус города, а Муринское сельское поселение было преобразовано в Муринское городское поселение.

## География
Город расположен в западной части района на границе Санкт-Петербурга и Ленинградской области. На западе граничит с городом Бугры.
Через город проходят автодороги 41К-065 (Санкт-Петербург — Матокса) и А118 (Кольцевая автомобильная дорога вокруг Санкт-Петербурга).
Расстояние до районного центра — 23 км.
В 2016 году посёлок Мурино был официально разделён на микрорайоны — Центральный, Западный и Восточный.

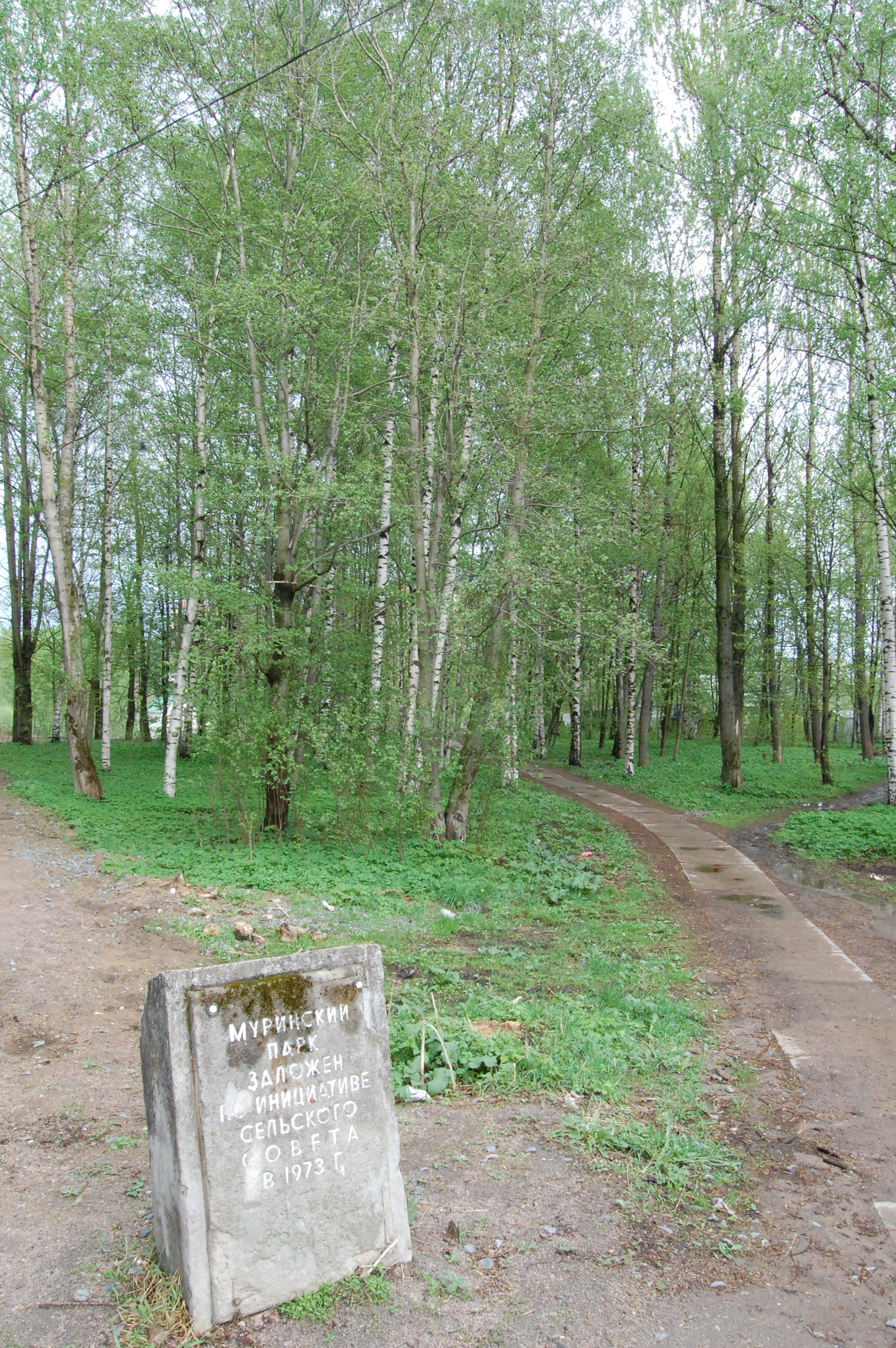
Муринский парк. 2010 г.
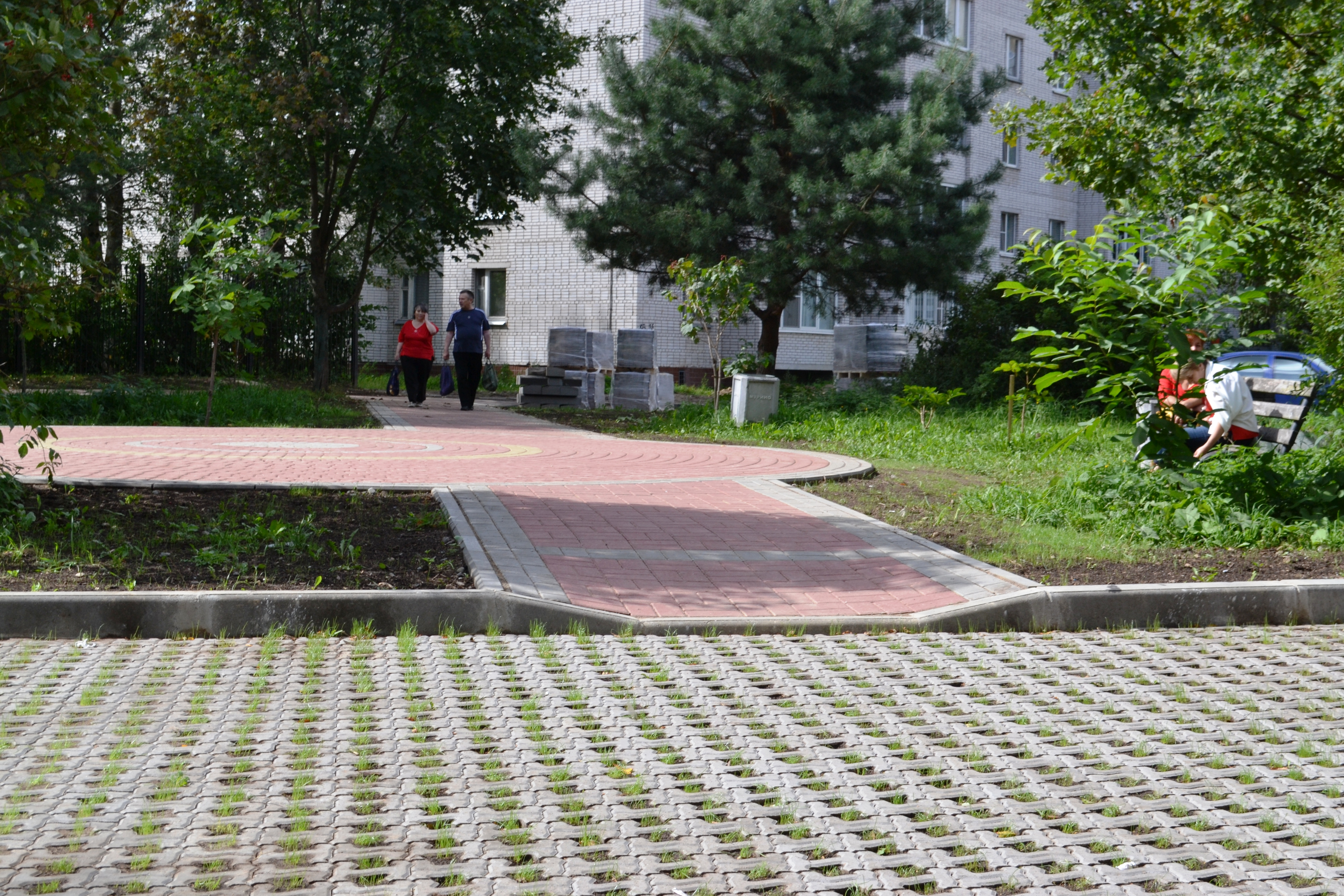
Микрорайон Центральный. Улица Оборонная. 2013 год
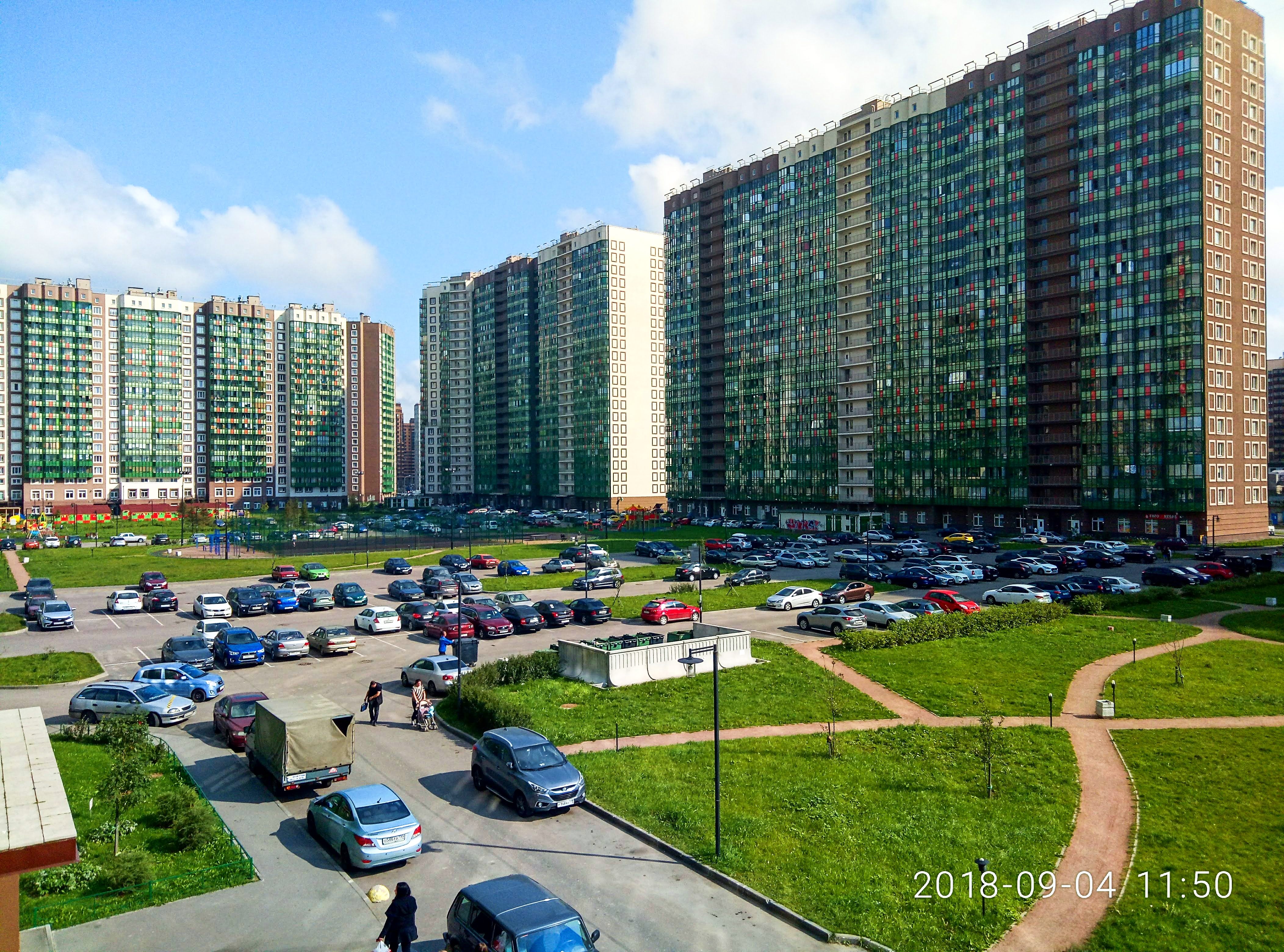
Микрорайон Западный. Двор между улицей Шувалова и Воронцовским бульваром. 2018 год

## Население
| 1838    | 1862     | 1885     | 1896     | 1897    | 1905    | 1908    |
| ------- | -------- | -------- | -------- | ------- | ------- | ------- |
| 314     | ↗370     | ↘210     | ↗450     | ↗704    | ↘552    | ↗611    |
| 1926    | 1939     | 1950     | 1958     | 1990    | 1997    | 2002    |
| ↗968    | ↗2107    | ↘1460    | ↗2774    | ↗3323   | ↗4696   | ↗5002   |
| 2007    | 2009     | 2010     | 2017     | 2018    | 2019    | 2020    |
| ↘4958   | ↗5235    | ↗7023    | ↗19 775  | ↗29 938 | ↗48 800 | ↗64 939 |
| 2021    | 2023     | 2024     | 2025     |         |         |         |
| ↗89 083 | ↗104 611 | ↗112 536 | ↗116 293 |         |         |         |

### Национальный состав
Согласно данным Всероссийской переписи населения 2021 года в городе проживали 89 083 человека, из них:
 русские — 50 920 (в том числе казаки — 18, поморы — 3), татары — 585, украинцы — 449, белорусы — 251, армяне — 185, узбеки — 126, таджики — 125, башкиры — 115, калмыки — 102, чуваши — 97, казахи — 94, азербайджанцы — 91, осетины — 82, лезгины — 74, евреи — 73, корейцы — 66, удмурты — 64, киргизы — 63, грузины — 62, аварцы — 61, немцы — 57, буряты — 55, молдаване — 49, марийцы — 42, коми — 40, якуты — 39, мордва — 38, поляки — 28, карелы — 27, чеченцы — 26, даргинцы — 21, кабардинцы — 19, тувинцы — 19, кумыки — 18, черкесы — 17, финны — 15 (в том числе ингерманландцы — 2), греки — 13, лакцы — 12, табасараны — 12, гагаузы — 11, болгары — 10, ханты — 10, латыши — 9, арабы — 8, вепсы — 8, литовцы — 8, эвенки — 8, абхазы — 6, агулы — 6, балкарцы — 6, ингуши — 6, туркмены — 6, карачаевцы — 5, китайцы — 5, крымские татары — 4, курды — 4, хакасы — 4, эстонцы — 4, итальянцы — 3, нивхи — 3, сойты — 3, цыгане — 3, адыгецы — 2, алтайцы — 2, американцы — 2, водь — 2, вьетнамцы — 2, ижорцы — 2, мегрелы — 2, коми-пермяки — 2, манси — 2, ногайцы — 2, саамы — 2, сербы — 2, талыши — 2, турки — 2, чехи — 2, абазины — 1, ассирийцы — 1, бесермяне — 1, британцы — 1, долганы — 1, испанцы — 1, коряки — 1, кряшены — 1, кубинцы — 1, кумандинцы — 1, ненцы — 1, памирцы — 1, румыны — 1, словаки — 1, удины — 1, французы — 1, челканцы — 1, черногорцы — 1, чукчи — 1, шорцы — 1, эвены — 1, эскимосы — 1, другие национальности — 1447 человек, остальные национальность не указали.

## Инфраструктура
В 1950—1960-х гг. в посёлке появились панельные дома типовой застройки.
В 1978 году была построена станция метрополитена «Комсомольская» (с 1992 г. — «Девяткино»).
В 1988 году был восстановлен и открыт храм Святой Екатерины, который сейчас является действующим и признан памятником истории.
Недалеко от храма на Кооперативной улице находится Старо-Муринское кладбище. На улице Лесной расположено Ново-Муринское кладбище.
С конца 2000-х годов началась активная застройка кирпично-монолитными домами 16-27 этажей.
Резкий рост населения произошёл после 2010 года. Началось массовое строительство и ввод жилья. Более десятка строящихся жилых комплексов находились на разной стадии готовности — от котлована до приёмки госкомиссией.
В 2014 году было отмечено 265-летие посёлка Мурино.  В честь этого события был установлен памятник «Мишки для Медвежки».
В 2015 году в промзоне Мурина был открыт домостроительный комбинат «Муринский» группы компаний «Унисто-Петросталь».
В декабре 2016 года комитет по градостроительству Ленобласти заявил о намерении заморозить выдачу разрешений на строительство новых жилых комплексов в локации до тех пор, пока застройщиками не будет завершено строительство детских садов и школ в строящихся микрорайонах.
Мурино расположено на границе Санкт-Петербурга и Ленинградской области. На 1 января 2019 года жилой фонд муниципального образования состоит из 167 многоквартирных домов, это 74 110 квартир. Всего по проектам планировки на территории муниципального образования запланировано строительство 64 детских дошкольных учреждений на 7980 мест, из них построено 25 на 2985 мест. Имеется скейт-парк.
Глава администрации Муринского городского поселения Алексей Белов утверждает, что по состоянию на сентябрь 2023 года официальное население города Мурино — 105 тысяч человек, но фактически проживает более 200 тысяч. Город прибавляет по 25 тысяч жителей каждый год.

Новостройки Мурина. Центральный микрорайон. 2019 год
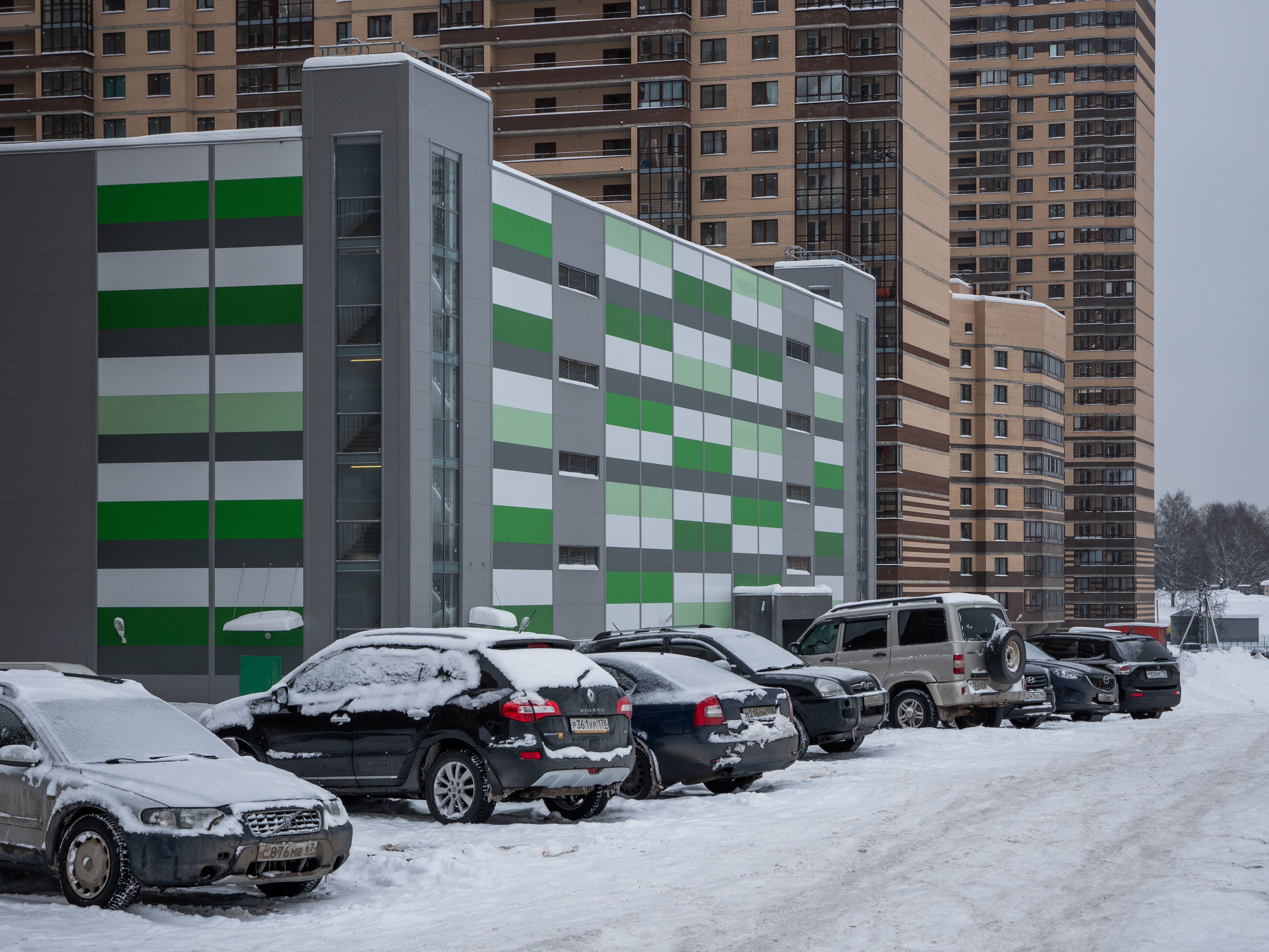
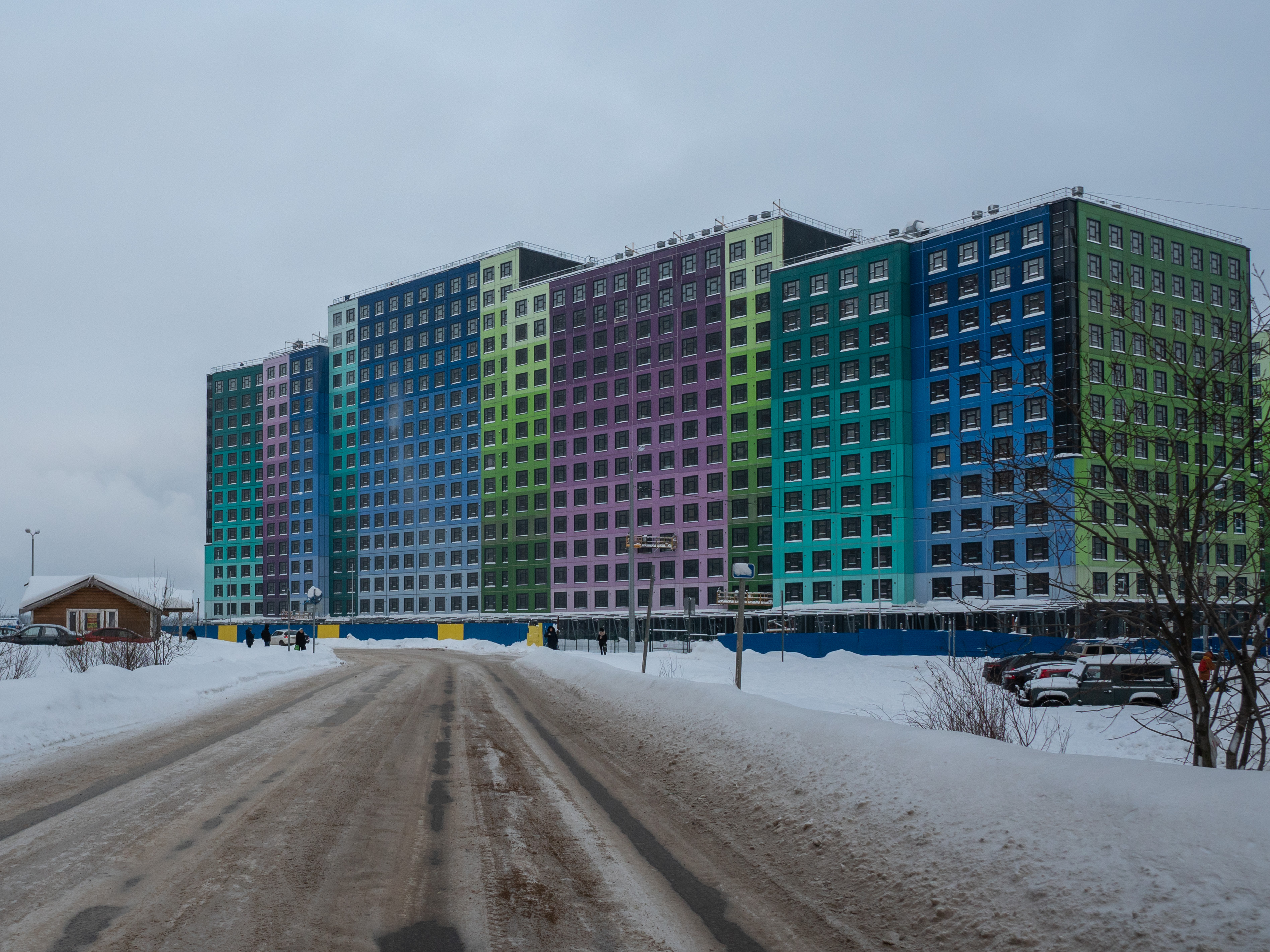
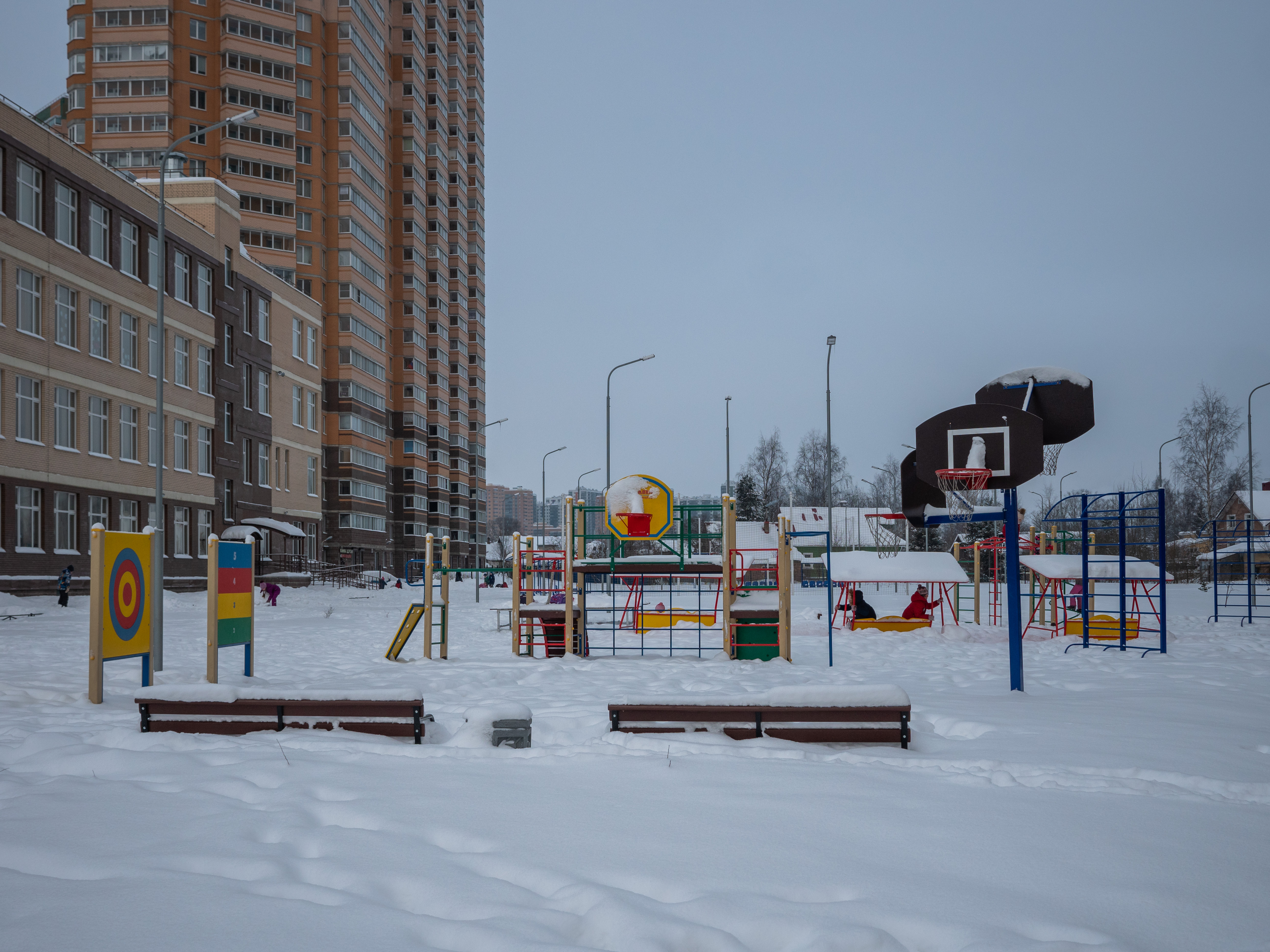

## Образование
В городе шесть средних общеобразовательных школ:
- МОБУ СОШ «Муринский центр образования» № 1 — открыт в 2015 году. При СОШ работают шесть дошкольных отделений
- МОБУ СОШ «Муринский центр образования» № 2 — открыт в 2017 году
- Муринская СОШ № 3 — открыта в 2017 году
- МОБУ СОШ «Муринский центр образования» № 4 открыт в сентябре 2018 года, при СОШ имеется семь дошкольных отделений
- Муринская СОШ № 5 открыта в сентябре 2022 года. Учебное заведение рассчитано на 565 учеников — 22 учебных класса
- Муринская СОШ № 6 открыта в сентябре 2023 года. На момент открытия — самая новая школа в Ленинградской области[74]

Дополнительное образование спортивной направленности представлено на базе школ. В СОШ № 1 (спортивные игры, ОФП), СОШ № 2 (мини-футбол, каратэ), СОШ № 3 (волейбол, бадминтон), СОШ № 4 (самбо, дзюдо, фехтование, тхеквондо).

## Культура
В городе насчитывается более 20 культурно-досуговых центров.

## Экономика
В конце 1990-х гг. к посёлку Мурино начали проявлять интерес инвесторы. Недалеко от посёлка были оборудованы горнолыжные склоны — «Северный склон» и «Охта-парк».

## Транспорт
Является важным транспортным узлом. В городе расположены:
- «Девяткино» Петербургского метрополитена, единственная в Ленинградской области;
- станция Девяткино линии Санкт-Петербург — Кузнечное Октябрьской железной дороги;
- междугородный Северный автовокзал.

В 2006 году в Мурино перенесён Северный автовокзал, который с 2009 года имеет статус международной автостанции.
В 2007 году была открыта «Муринская развязка» — транспортная развязка № 13 в составе кольцевой автодороги вокруг Санкт-Петербурга. Находится на пересечении КАД с трассой «Санкт-Петербург — Матокса» и включает в себя восемь эстакад, 13 съездов и 600-метровый тоннель. Также рядом находится развязка со съездом на посёлок Бугры, с которой можно попасть в западное Мурино.
В 2019 году свое начало получили работы по строительству транспортной развязки кольцевой автодороги Санкт-Петербурга с проспектом Авиаторов Балтики (микрорайон Западный) с целью подключения транспортно-пересадочного узла «Девяткино» к дорожной сети Санкт-Петербурга.
В 2020 году в федеральную программу «Стимул» было включено строительство дорог из восточной части посёлка Бугры к кварталам, примыкающим к западному Мурину.
К 2022 году планировалось завершение строительства первой очереди транспортно-пересадочного узла «Девяткино», который объединит автовокзал, станцию метро и железнодорожную платформу.

## Телекоммуникации
- Услуги доступа в интернет и ip-телефонии по выделенным линиям предоставляют компании «ПАО МТС», «Cactus-net»[79]
- Доступ в сеть интернет и услугу кабельного ТВ предоставляют компании «Невалинк», «Етелеком», «ПАО МТС», «ТКС „Нева“»[80], «Ростелеком», «Прометей», «Дом.ру» и SkyNet.

## СМИ

### Газеты
- «Муринские вести»
- «Муринская панорама»[81]

### ТВ
С января 2009 года работает новостной канал кабельного телевидения «Р2» («ACADO»).
С лета 2014 года на территории посёлка запущена цифровая кабельная сеть в формате DVB-C компании «Кактус».

## Памятники
- Решением облисполкома № 189 от 16 мая 1988 года, расположенные в посёлке Мурино: братское кладбище летчиков Краснознаменного Балтийского флота, погибших в борьбе с фашистами, среди которых похоронены Герои Советского Союза В. Н. Каштанкин, А. Г. Ломакин и Н. В. Шапкин[82] и братская могила советских воинов, погибших в борьбе с фашистами[83], признаны памятниками истории.
- Памятник «Сон Менделеева» на бульваре Менделеева[84].
- Памятник «Авиаторам Балтики». Был установлен в 2020 году на пересечении проспекта Авиаторов Балтики и Графского бульвара. Представляет собой установленный на постамент учебный самолёт Л-39[85].
- Серия из десяти мини-скульптур «Хранители сада четырёх сезонов» на территории благоустроенной пешеходной зоны Екатерининской улицы[86][87].
- Памятник жителям Муринского сельского совета, погибшим на фронтах Великой Отечественной войны 1941—1945 годы[88].

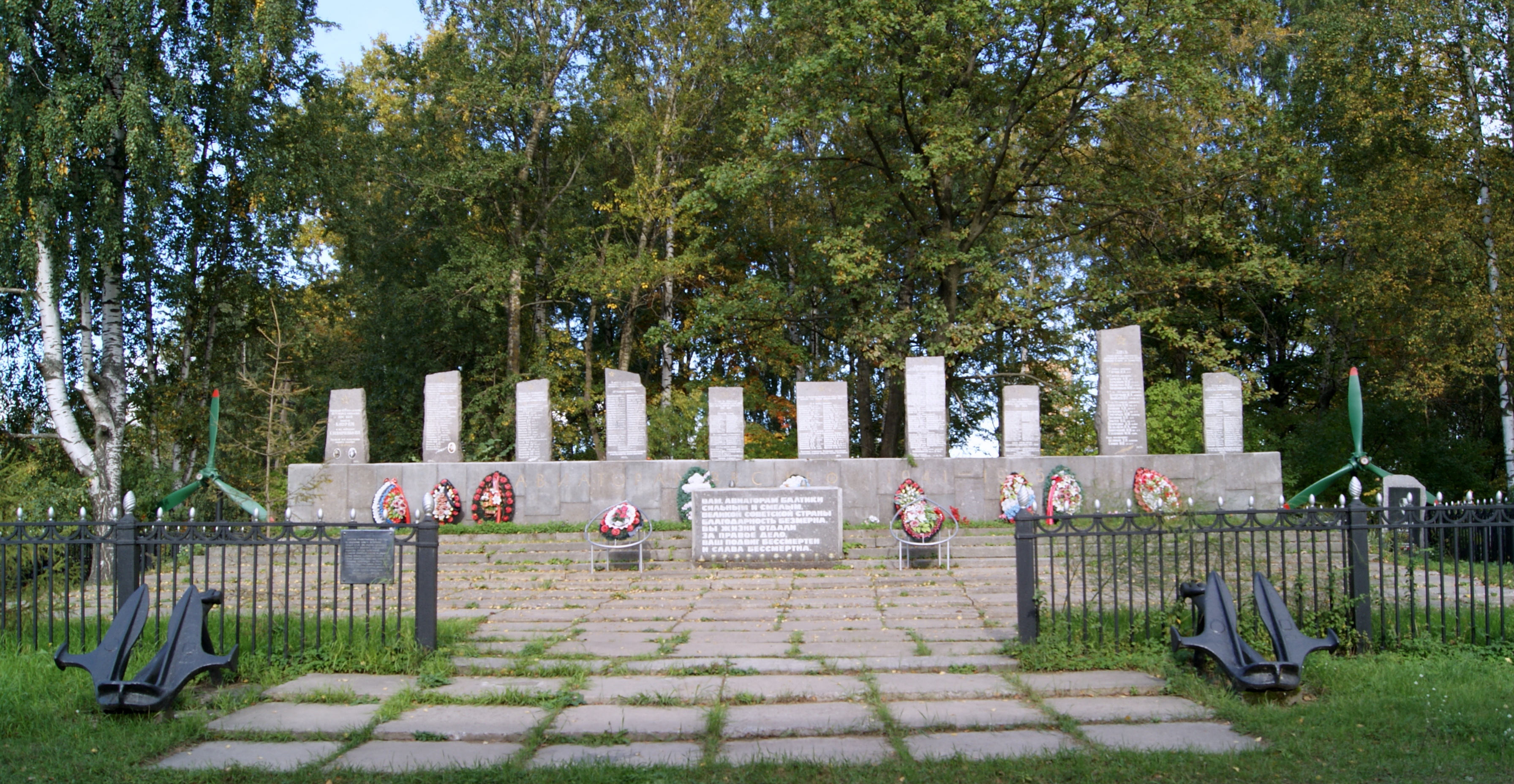
Мемориал «Авиаторам Балтики». 2015 год
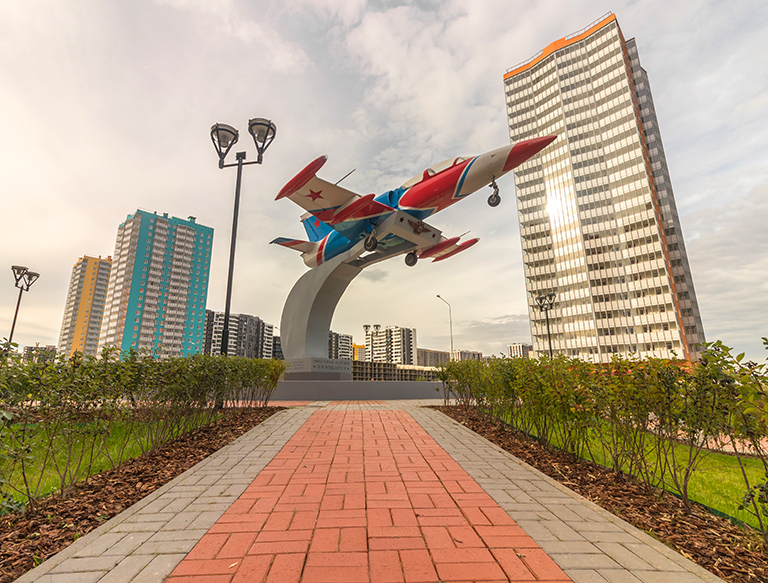
Памятник авиаторам Балтики. 2020 год
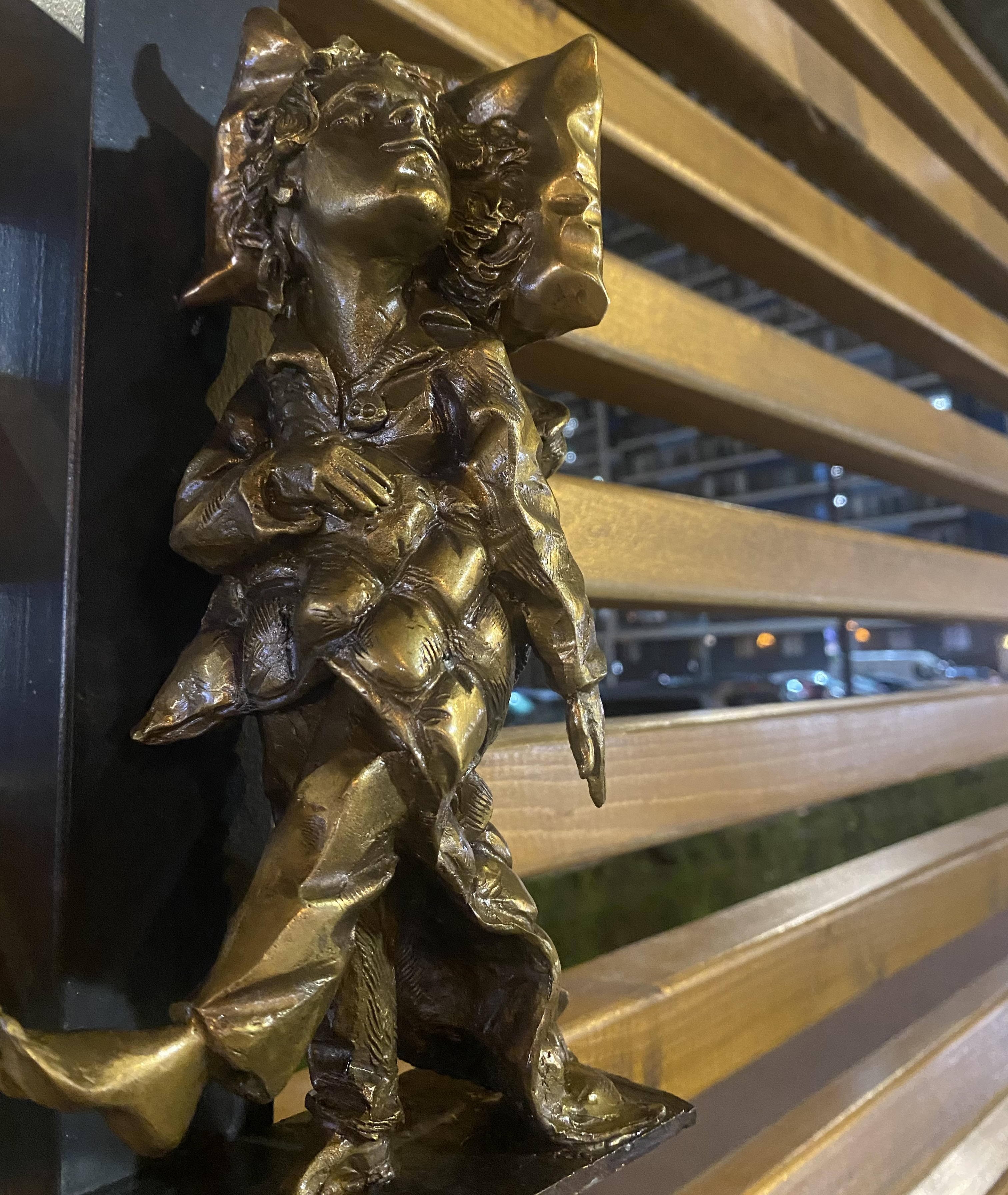
Мини-скульптура

## Достопримечательности
- Церковь Святой Екатерины
- Часовня Александра Невского
- Пятиэтажная водонапорная башня на Оборонной улице, 34 (Медвежий Стан), была построена в 1907 году для нужд казарменного городка 200-го пехотного Ижорского полка. До недавнего времени находилась в ведении Северо-Западного регионального центра МЧС. В конце июля 2013 года было принято решение о передаче башни в распоряжение посёлка. Существует идея о реконструкции башни под музей[89]
- В списке ценных природных объектов, подлежащих охране во Всеволожском районе, утверждённом решением Всеволожского городского Совета народных депутатов от 8 апреля 1993 году за № 30 значится: усадьба Нелидова и Штриттера «Бугры», 7 га, село Мурино[90], (хотя фактически она находится в Буграх)
- Одним из самых примечательных и узнаваемых арт объектов на территории Мурино является большой 100-килограмовый краб

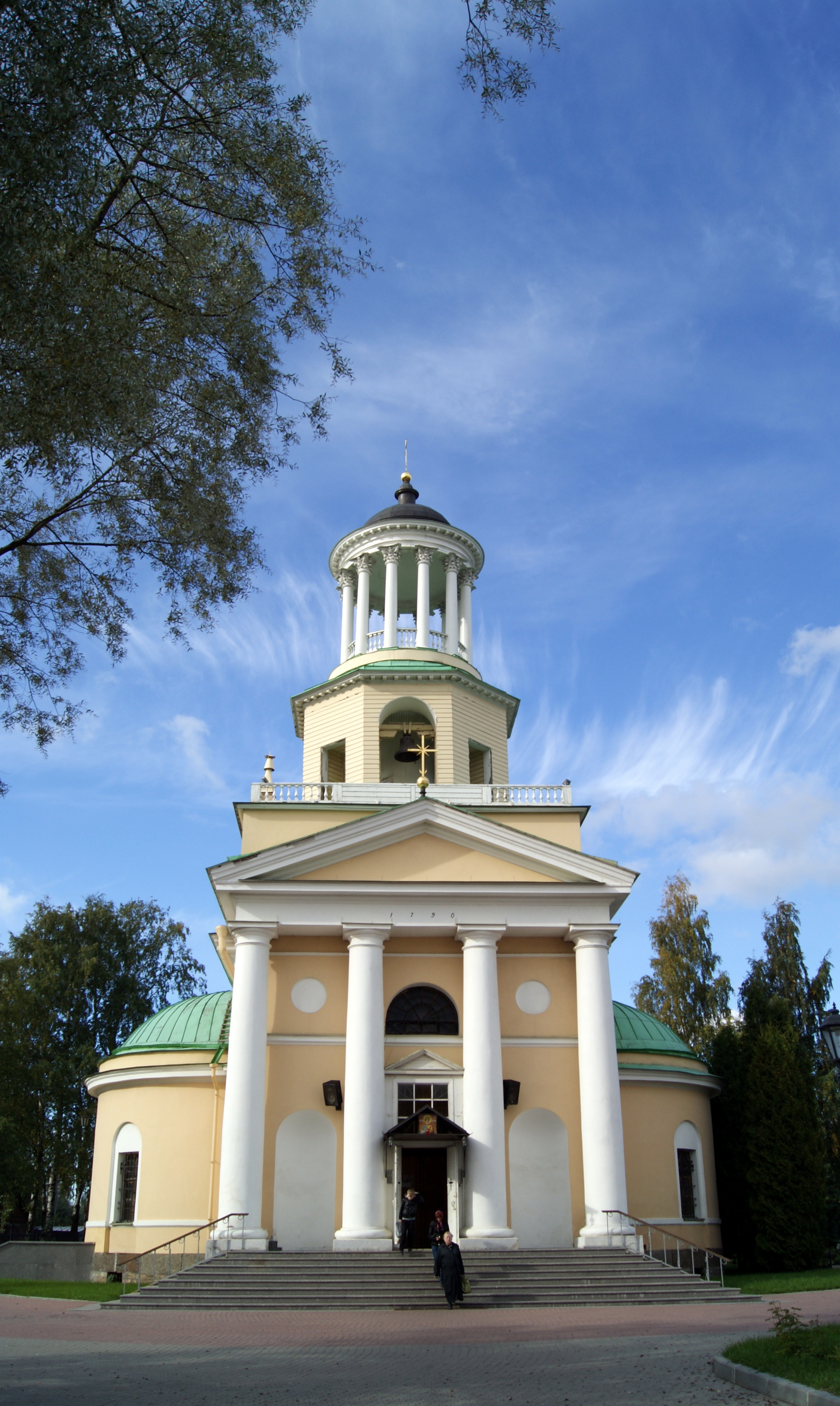
Церковь Св. Великомученицы Екатерины
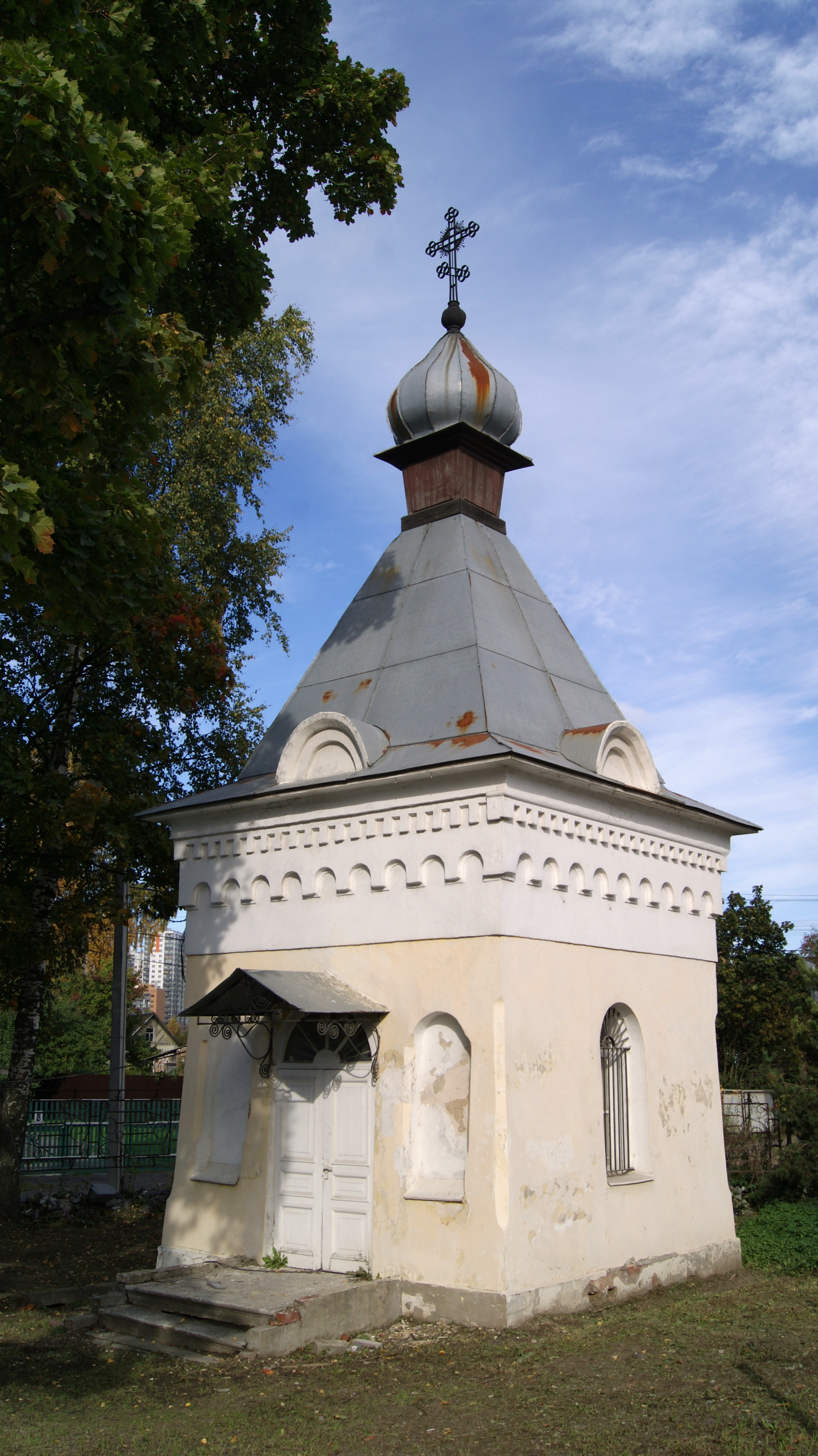
Часовня  Александра Невского: улица Центральная, 50-а
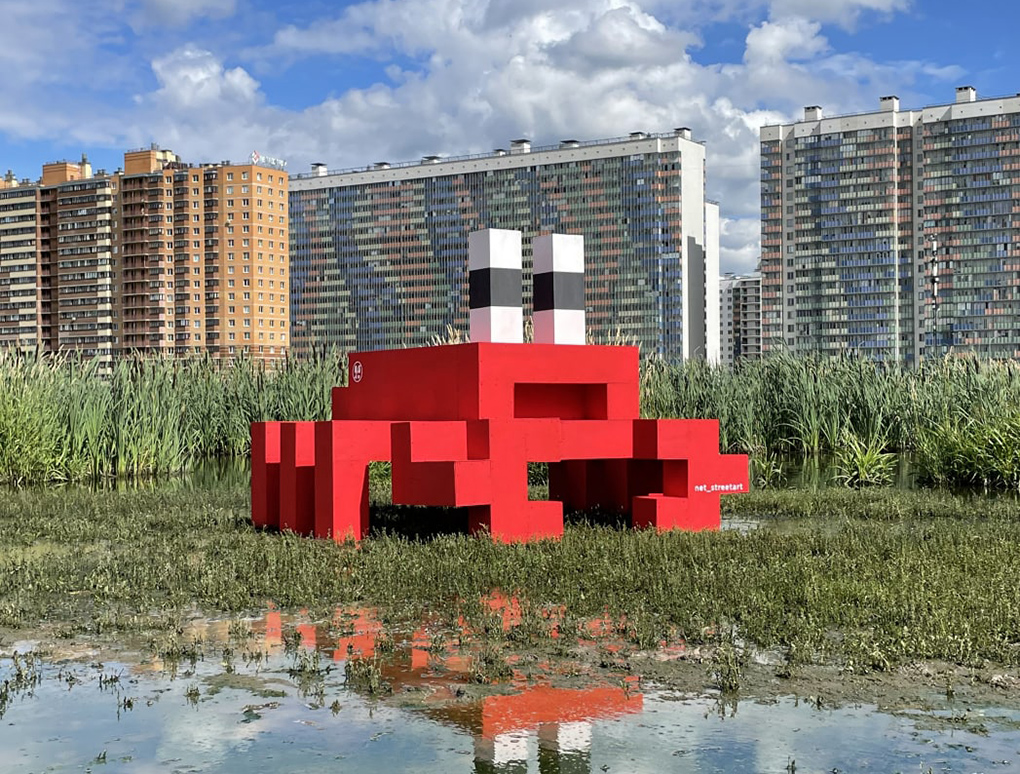
Муринский краб

## Улицы
2-я Линия, проспект Авиаторов Балтики, Английская, Берёзовая аллея, Боровая, Верхняя, Весёлая, Вокзальная, Воронцовский бульвар, Гражданская, Графская, Екатерининская, Заречная, Кооперативная, Лесная, бульвар Менделеева, Новая, Оборонная, Охтинская аллея, Парковая, Петровский бульвар, Привокзальная площадь, Родниковая, Родниковый переулок, Романовская, Ручьёвский проспект, Садовая, Скандинавский проезд, Тихая, Центральная, Челябинская, Школьная, шоссе в Лаврики, Шувалова, Ясная.